# Osvaldo Orico
Osvaldo Orico (Belém, 29 de dezembro de 1900 – Rio de Janeiro, 19 de fevereiro de 1981) foi um escritor brasileiro.

## Vida
Seus pais foram Manoel Félix Orico e Blandina Orico. Osvaldo Orico estudou no Colégio Paes de Carvalho em Belém. Ingressou no jornalismo, sendo repórter no jornal O Estado do Pará, tornando-se redator em 1918. Foi também um dos editores da revista Guajarina, responsável pela eclosão do movimento Modernista no  Pará.
Em 1919 foi para o Rio de Janeiro, onde formou-se em direito e ingressou na vida diplomática. Primeiramente dedicou-se ao magistério, sendo professor da Escola Normal no período de 1920 a 1932.
Em 1935 retornou a Belém, sendo Secretário de Educação. Neste mesmo ano, Magalhães Barata elegeu-o deputado federal, pelo PSD, concluiu o seu mandato em 1954. Em 1936 foi secretário-geral do Estado do Pará.
Osvaldo Orico pertenceu à Academia Paraense de Letras (1936-1937), na qual ocupou a cadeira 38, cujo patrono foi Luís Tito Franco de Almeida.
Aos 36 anos, ingressou na Academia Brasileira de Letras, ocupando a cadeira 10, na sucessão de Laudelino Freire, onde foi recebido pelo acadêmico Cláudio de Souza em 9 de abril de 1938.
Foi sócio correspondente de outras academias como a de Latinidade, em Roma, da Academia Portuguesa de História, da de Ciências de Lisboa. Foi integrante do corpo diplomático brasileiro.
Teve alguns livros traduzidos e deixou vários escritos inéditos.   
André Carrazzoni no prefácio de Recepção (1938) diz que Osvaldo Orico foi: 
"Trabalhador sem repouso, não sabendo ceder ao insucesso, sem se ensoberbecer das vitórias, rasgou na mata heroicamente a larga clareira do seu destino. Na planície da infância obscura já lhe madrugava o raio de luz do homem predestinado a subir e a vencer a montanha. Não se explica uma vocação, como a do escritor paraense, só pelo conjunto dos imponderáveis mas, sobretudo, pelo milagre da autocapacidade, pela inflexível disciplina da aspiração, pelo severo exercício de suas aptidões, por uma permanente polícia de si mesmo. Podia ter lágrimas de perdão para todos os companheiros da rota que fraquejaram, segundo uma filosofia de indulgência e de piedade - menos diante dos seus próprios desfalecimentos. Eis a chave de sua vitória. Risonho, compreensivo, amável, este batalhador de ânimo jovial, praticou o ascetismo de sua ascensão".

## Obras
- A luta pela independência das Américas (1922),
- Dança dos pirilampos (poesia, 1923),
- Coroa dos humildes (poesia, 1924),
- Arte de esquecer (1927),
- O idealismo na bandeira do Brasil (1927),
- O melhor meio de disseminar o ensino primário no Brasil (1928),
- Grinaldas (poemas, 1928),
- Arte de iludir (poesias, 1928),
- Vida de José de Alencar (1929),
- Contos e lendas do Brasil (1929),
- Mitos ameríndios (1929),
- O demônio da Regência (1930),
- O tigre da Abolição (1931),
- Evaristo da Veiga e sua época (1931),
- Ditadura contra soberania: o precedente da primeira Constituinte republicana e sua aplicação ao atual momento político (1933),
- O condestável do Império (1933),
- Viagem de Papá Noel (1934),
- Mãe da lua (lendas brasileiras, 1934),
- Silveira Martins e sua época (1935),
- Imagens do Rio de Janeiro (1935),
- Vocabulário de crendices amazônicas (1937),
- Seiva (1937), Vinha do Senhor (contos, 1939),
- A saudade brasileira (estudo, 1940),
- À sombra dos Jerônimos (1940),
- Joana maluca (contos, 1940),
- Mundo ajoelhado (contos, 1942),
- Rota sentimental do Rio de Janeiro (1943),
- La joie de la peine (contos, 1945),
- Tierra en flor (1945),
- Rui, clássico da língua (1949),
- Rui Barbosa et l’égalité juridique des nations (1949),
- Rui y la reforma del concepto de neutralidad (1949),
- O papel de Rui na conferência da paz (1950),
- Momentos estelares de Rui Barbosa (1954),
- Da forja à academia (memórias, 1954),
- Homens da América, libertadores dos povos do continente (1956),
- Feitiço do Rio (poesias, 1958), Brasil, capital Brasília (5ª ed., 1958),
- Marabaxo (conto, 1960),
- Rui, o mito e o mico (1965),
- Grãos da sabedoria (1965),
- Pio XII e o massacre dos judeus (ensaio, 1966),
- Don Juan e o demônio do sexo (1973),
- Camões e Cervantes (1980).